# بوبي كاميرون
بوبي كاميرون (بالإنجليزية: Bobby Cameron)‏ (23 نوفمبر 1932 في المملكة المتحدة - ) هو لاعب كرة قدم بريطاني في مركز مهاجم داخلي. لعب مع إبسفليت يونايتد وكوينز بارك رينجرز وليدز يونايتد ونادي ساوثيند يونايتد.

## وصلات خارجية
- بوبي كاميرون على موقع قاعدة بيانات كرة القدم.إي يو (الإنجليزية)